# Hase-dera (Sakurai)

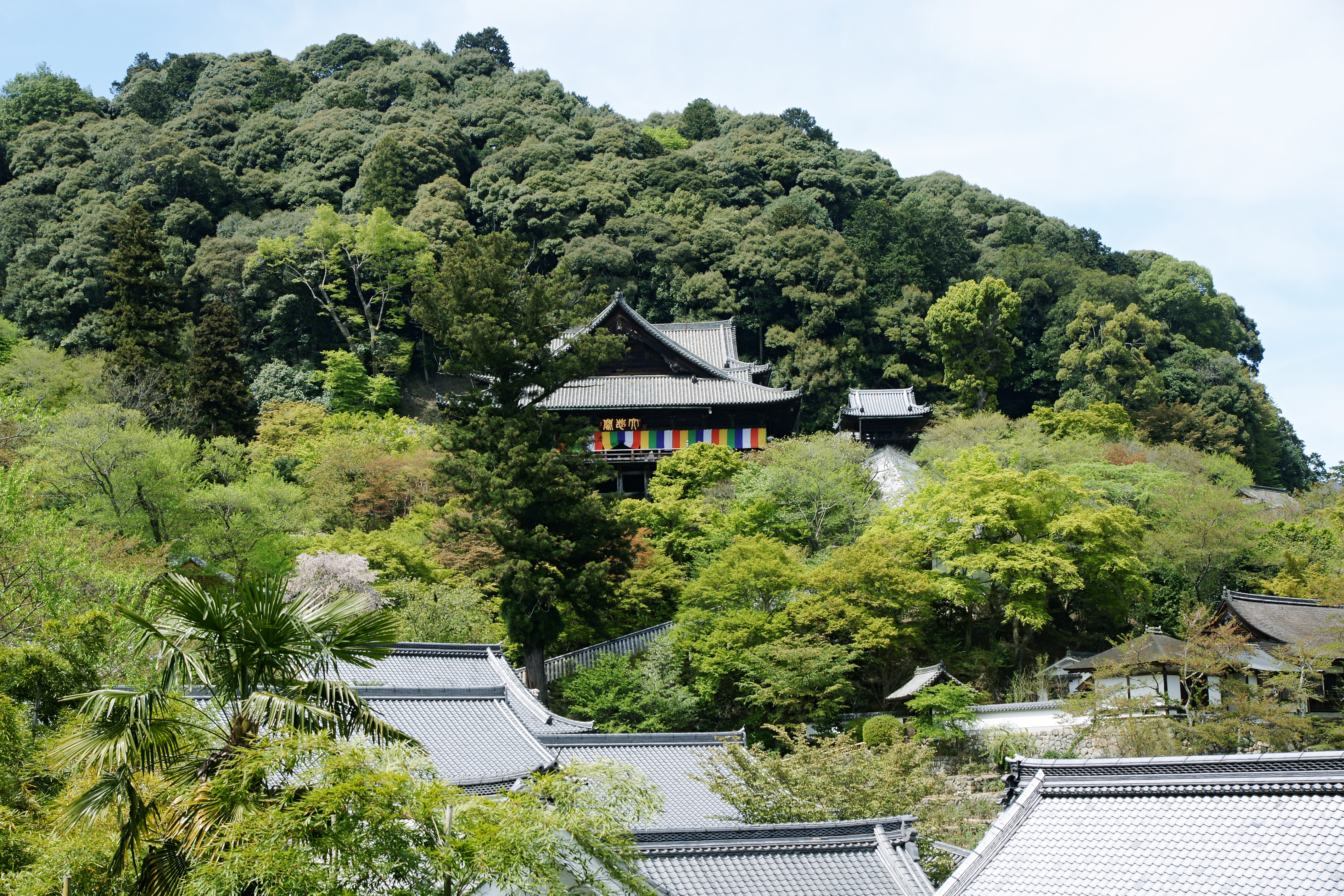
Blick auf die Haupthalle (本堂, hondō)

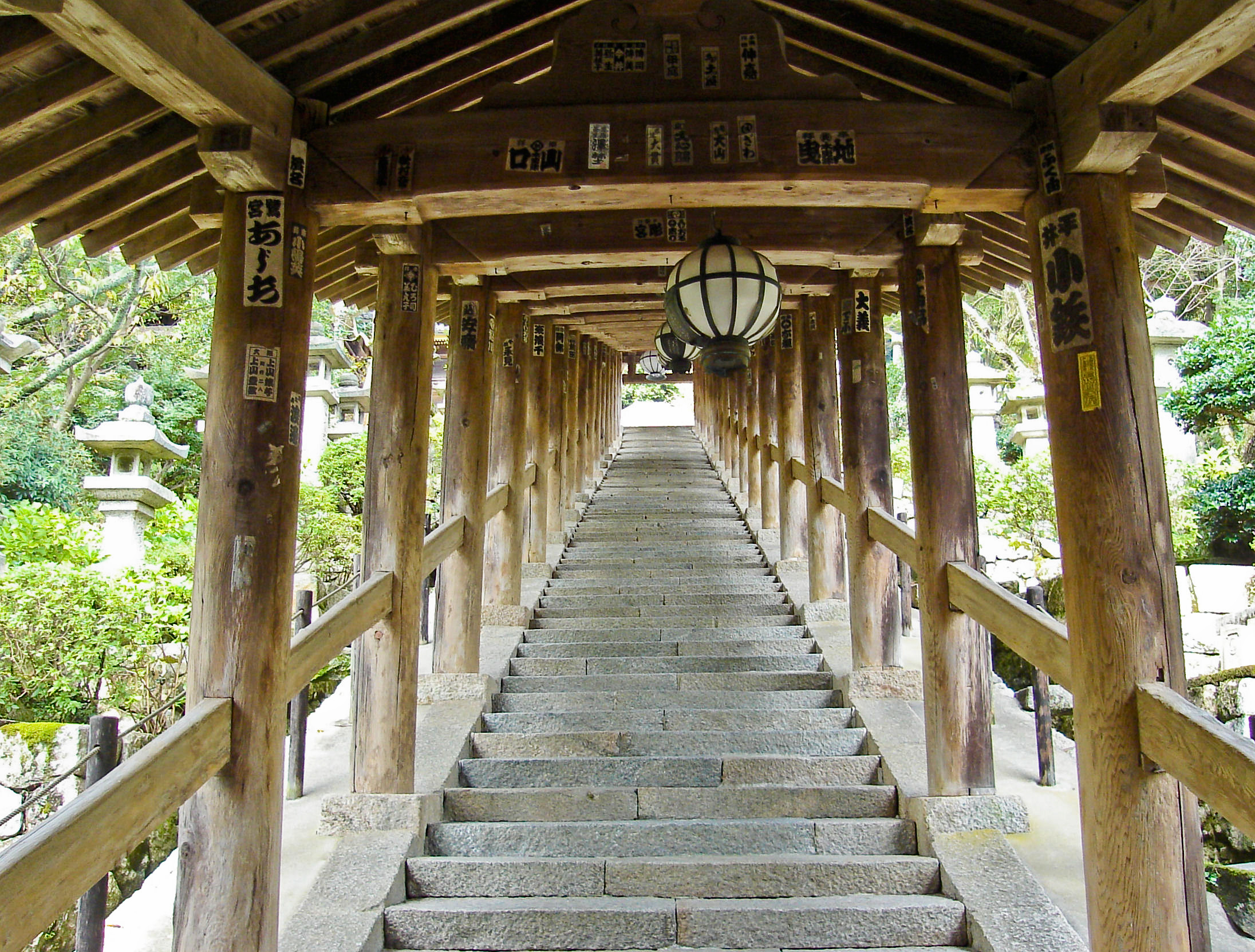
Treppen-Korridor zur Haupthalle

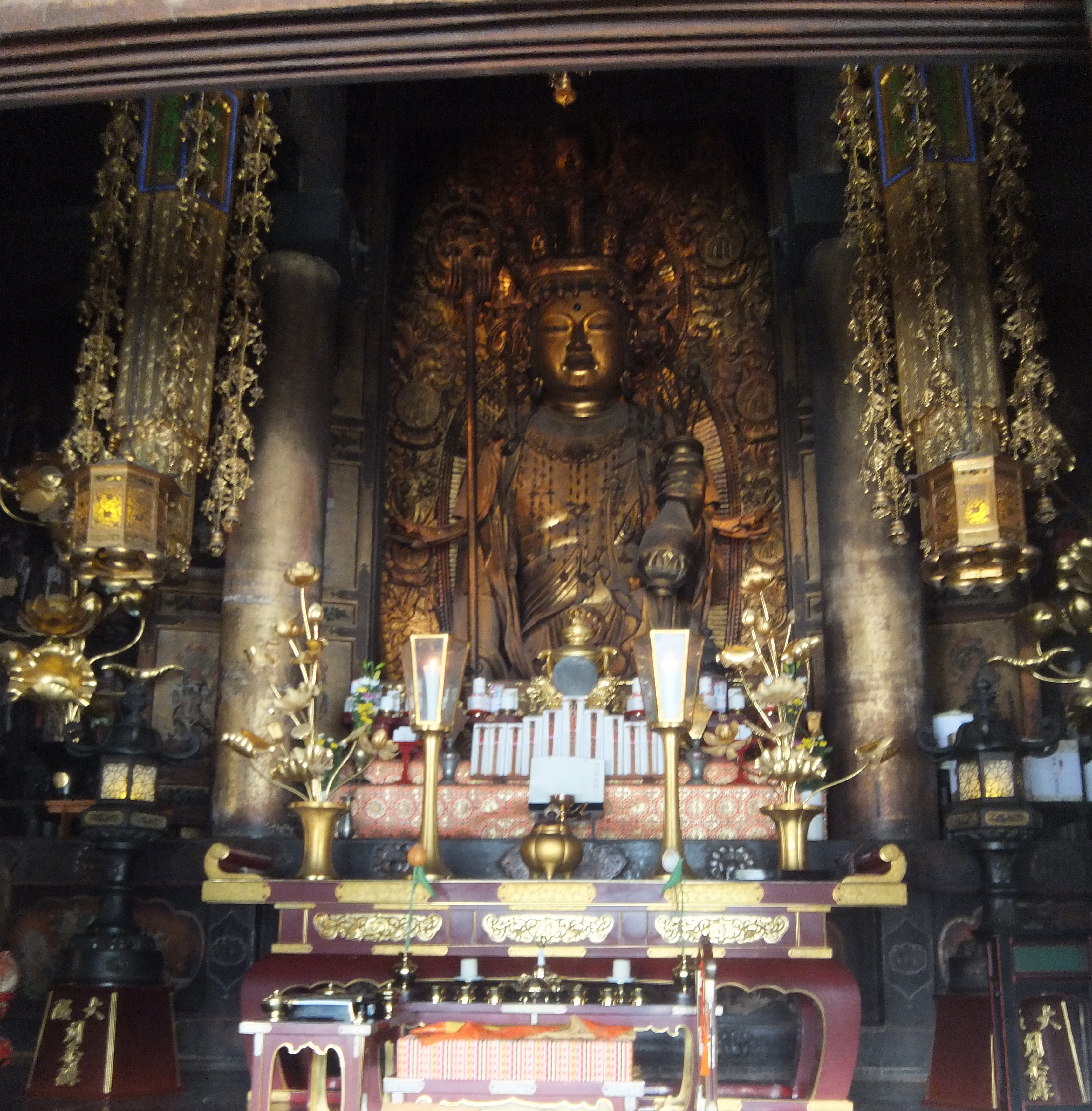
Elfgesichtige Kannon Statue

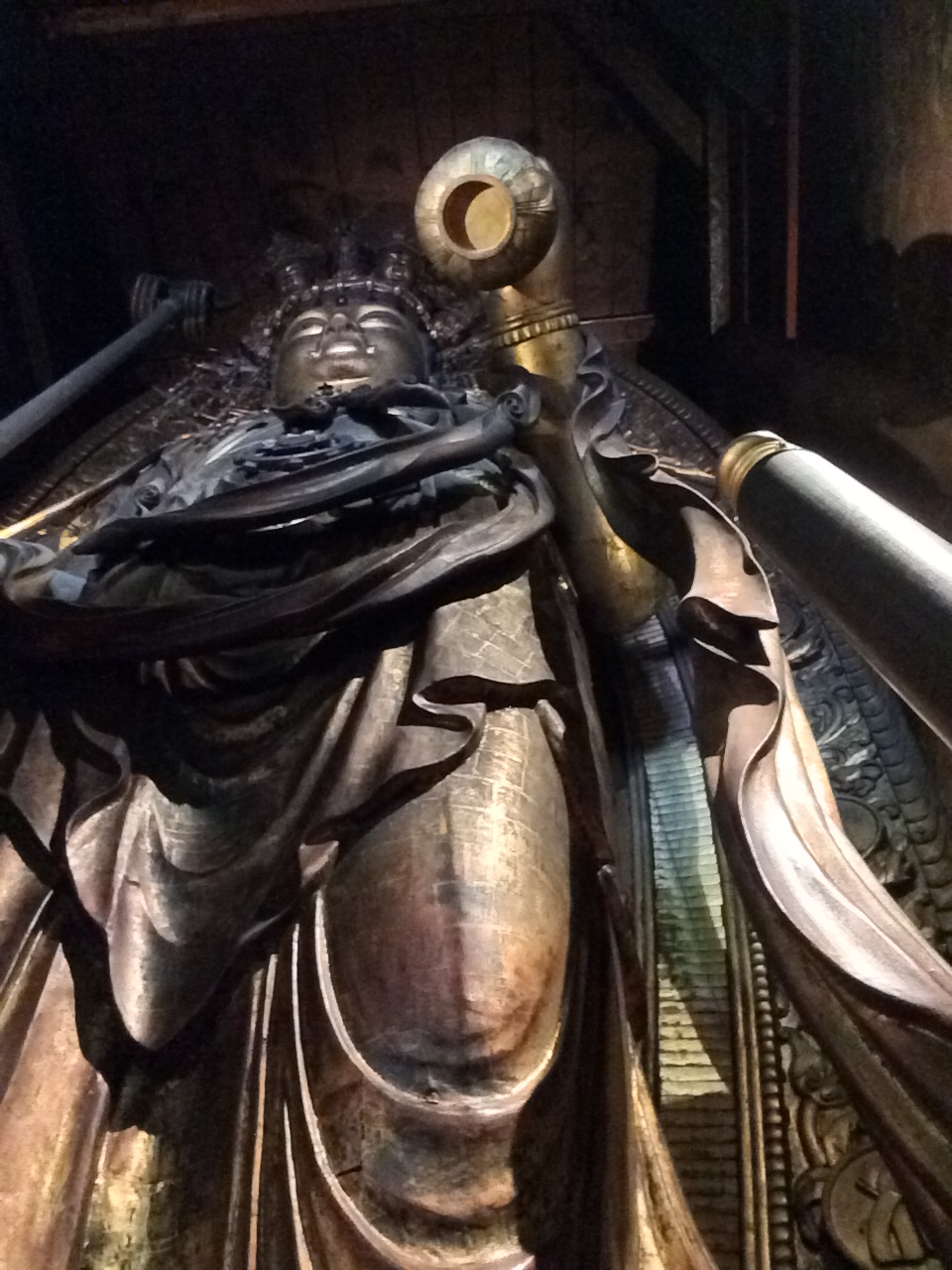
Kannon Statue aus der Perspektive des inneren Schreinraums

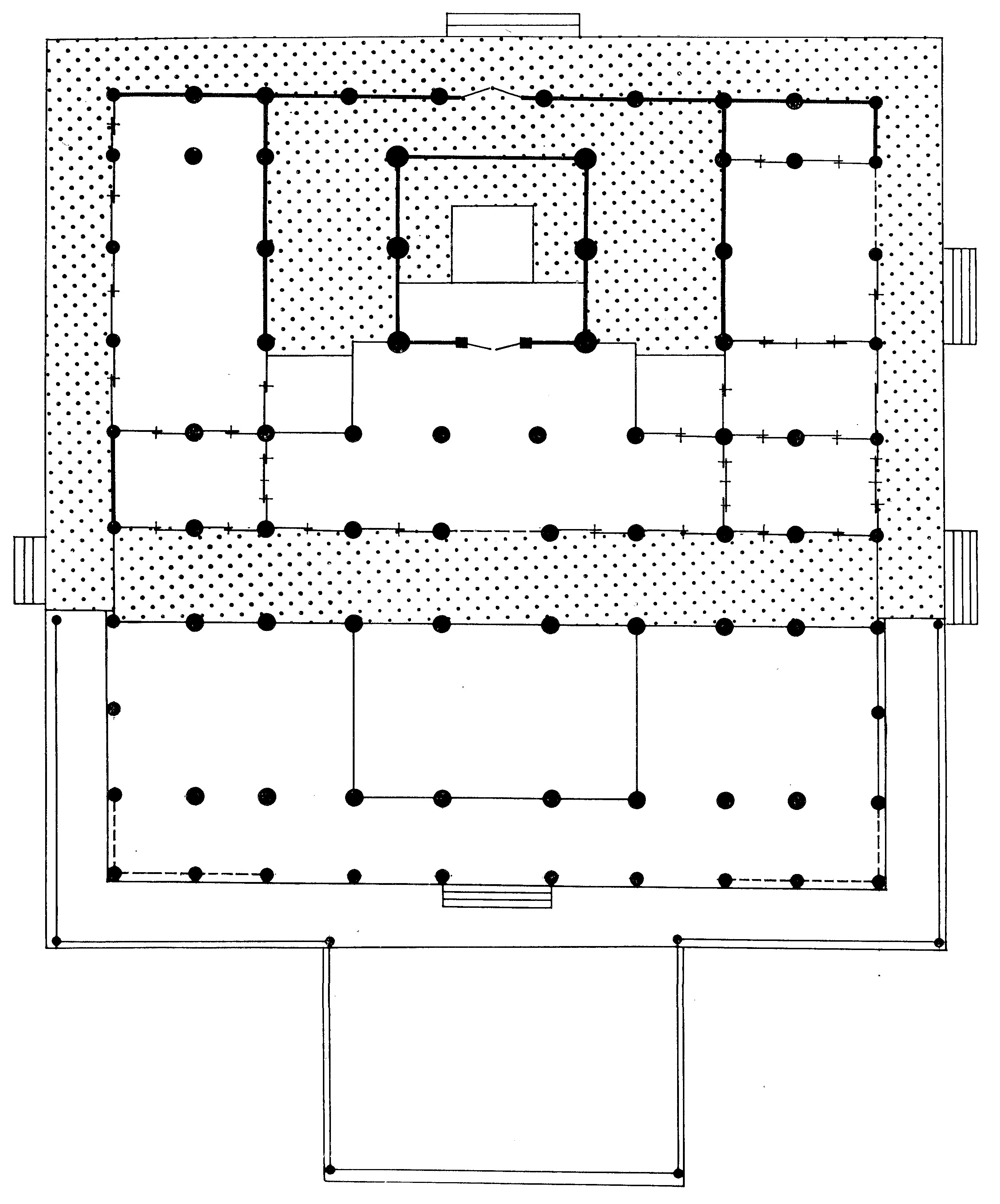
Grundriss der Haupthalle einschließlich der Plattform

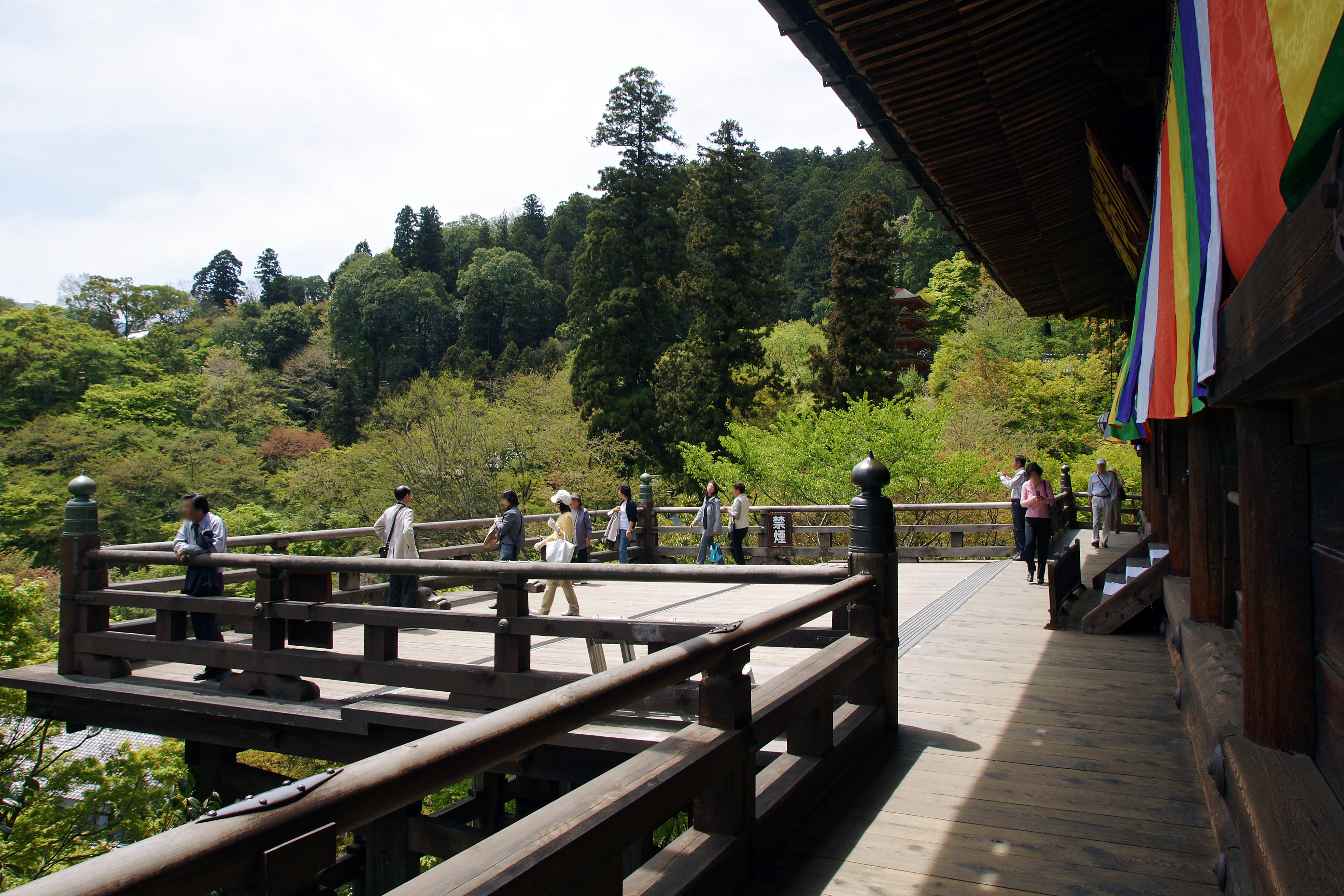
Plattform vor der Haupthalle

Der Hase-dera (japanisch 長谷寺) im heutigen Ortsteil Hase (初瀬) der japanischen Stadt Sakurai (Präfektur Nara) auf halber Höhe des Berges Hase ist der Haupttempel der buddhistischen Buzan-Richtung (豊山派, Buzan-ha) der „Neuen Shingon-Lehre“ (新義真言宗, Shingi-Shingon-shū). Der Hase-dera ist der achte Tempel des Saigoku-Pilgerweges.

## Geschichte
Ein quellenmäßig belegtes Datum existiert nicht, der Überlieferung zufolge wurde der Tempel im Jahr 686 durch einen Mönch namens Dōmyō (道明) gegründet. Die Schreibweise des Namens variierte zunächst zwischen 初瀬寺 und 泊瀬寺. Der Bergname Buzan (豊山) blieb unverändert.  Anfang des 8. Jahrhunderts erfolgte ein erheblicher Ausbau der Anlagen auf Anordnung des Tennō Shōmu. Die heutige Schreibweise entstand im Zuge dieser Erweiterung. In der Haupthalle errichtete man eine elfgesichtige Kannon-Statue, die durch den Mönch Tokudō eingeweiht wurde. Seitdem spielt der Tempel eine wichtige Rolle im Kannon-Kult des Landes. Im Laufe der Jahrhunderte wurde diese Halle jedoch durch Brände sieben Mal zerstört. Die heutige 9,3 m hohe Figur stammt aus dem Jahr 1538 und zählt als größte hölzerne Statue ihrer Art zum Wichtigen Kulturgut Japans. Die heutige Haupthalle wie auch der Glockenturm wurden im Jahre 1650 errichtet. Eine Reihe von Verwaltungs-, Wohn- und Lehrgebäude　im südwestlichen Teil des Areals stammen aus dem 19. und 20. Jahrhundert. 
Bereits in der Heian-Zeit war der Tempel ein beliebter Wallfahrtsort auch für Aristokraten und Hofdamen, die vom Kaiserhof in Heian-kyō hierhin pilgerten. Deswegen erscheint der Tempel in Werken der damaligen Hof-Literatur wie dem Kopfkissenbuch, im Genji Monogatari und im Sarashina Nikki.
Der zunächst der Kegon-Schule zugehörige Tempel wurde später der Hossō-Schule angegliedert. Als der Feldherr Toyotomi Hideyoshi den der „Neuen Shingon-Lehre“ zugehörigen Negoro-Tempel (Negoro-ji, Provinz Kii) zerstören ließ, gab es unter den Flüchtlingen zwei führende Mönche, die weitere Spaltungen auslösten. Der eine, Gen’yū (1529–1605), begründete den Chizan-Zweig (Chizan-ha), dessen Hauptsitz im Chishaku-Tempel (Chishaku-in) in Kyōto liegt. Der zweite, Sen’yo (1530–1604), erhielt im Jahr 1587 von Hideyoshis Halbbruder Hidenaga den Hase-dera. Der von ihm begründete Zweig der „Neuen Shingon-Lehre“ nannte sich nach dem Bergnamen des Tempels Buzan-Richtung. 
In der Folgezeit entwickelte sich der Hase-dera zu einem bedeutenden Zentrum für buddhistische Studien.

## Besonderheiten der Tempelanlage
Der Hase-dera rühmt sich vieler eindrucksvoller Sehenswürdigkeiten. Im Unterschied zur Mehrzahl der japanischen Tempel sind die diversen Wohn- und Andachtsgebäude über einen Berghang verteilt. Vom Haupttor führt eine überdachte Steintreppe mit 399 Stufen und vielen Hängelampen zur zweitgrößten Haupthalle Japans mit der oben genannten Kannon-Statue. Von einer der Haupthalle vorangesetzen hölzernen Terrasse aus hat man eine gute Sicht über die Anlage und das Tal. Ein vom Tempel als Leihgabe dem Nationalmuseum Nara anvertrautes Kupferrelief (Dōban Hokke sessō-zu) aus dem 7. Jahrhundert wurde 1963 zum Nationalschatz erklärt.
Längs des langen Treppenaufgangs passiert man mehrere kleinere Hallen. Eine davon, die Zaō-Halle mit drei Statuen des Avatars Zaō Gongen, zeigt eine Verbindung zum Shugendō und dem Kimpusen-Tempel in Yoshino an. Auch eine Sitzplastik des Avatars Akiba vor dem Hauptportal des Tempels dokumentiert die Beziehung zu　synkretistischen　Richtungen. 
Am attraktivsten ist der Hase-dera während der Blütezeit der Pfingstrosen im Mai. Der sehenswerten Blütenpracht von über 7.000 Pflanzen in 150 Varianten hat der Tempel den Beinamen Pfingstrosentempel zu verdanken.

## Wichtige Feste und Ereignisse
- 14. Februar: Die Dada-oshi-Zeremonie wird von einer Legende des Tempels über Dämonen in alter Zeit, die die Bevölkerung in den Bergen quälte, abgeleitet. Die Dämonen wurden von der spirituellen Macht der Mönche bezwungen. In der Zeremonie erscheinen die Dämonen mit brennenden langen Holzfackeln und werden von der Menge verfolgt.
- Mai: Blütezeit der in den ausgedehnten Gartenanlagen gepflanzten roten, rosa und weißen Pfingstrosen

## Galerie

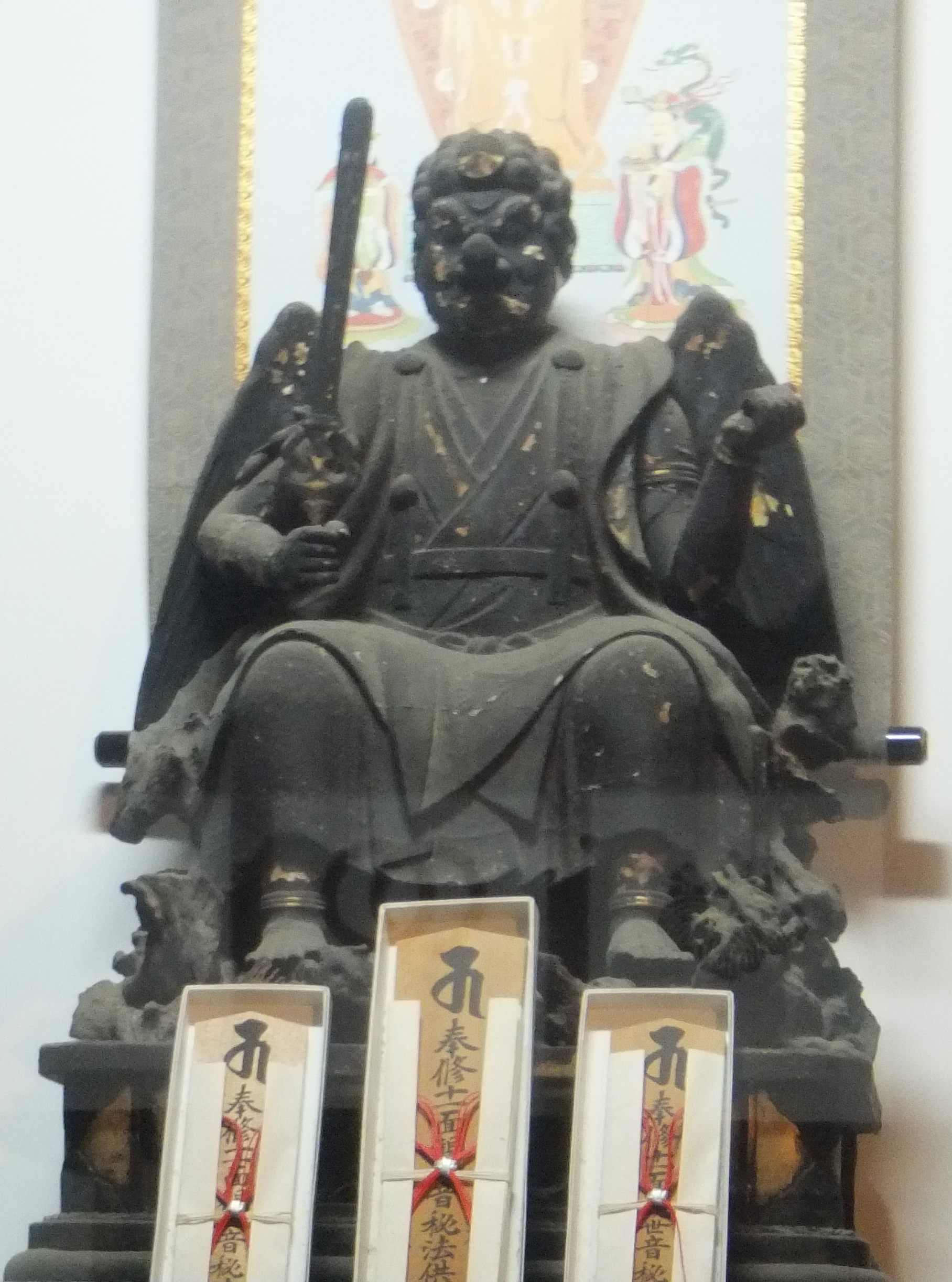
Sitzfigur des Akiba-Gongen (Sanjaku-bō) vor dem Hauptportal des Tempels
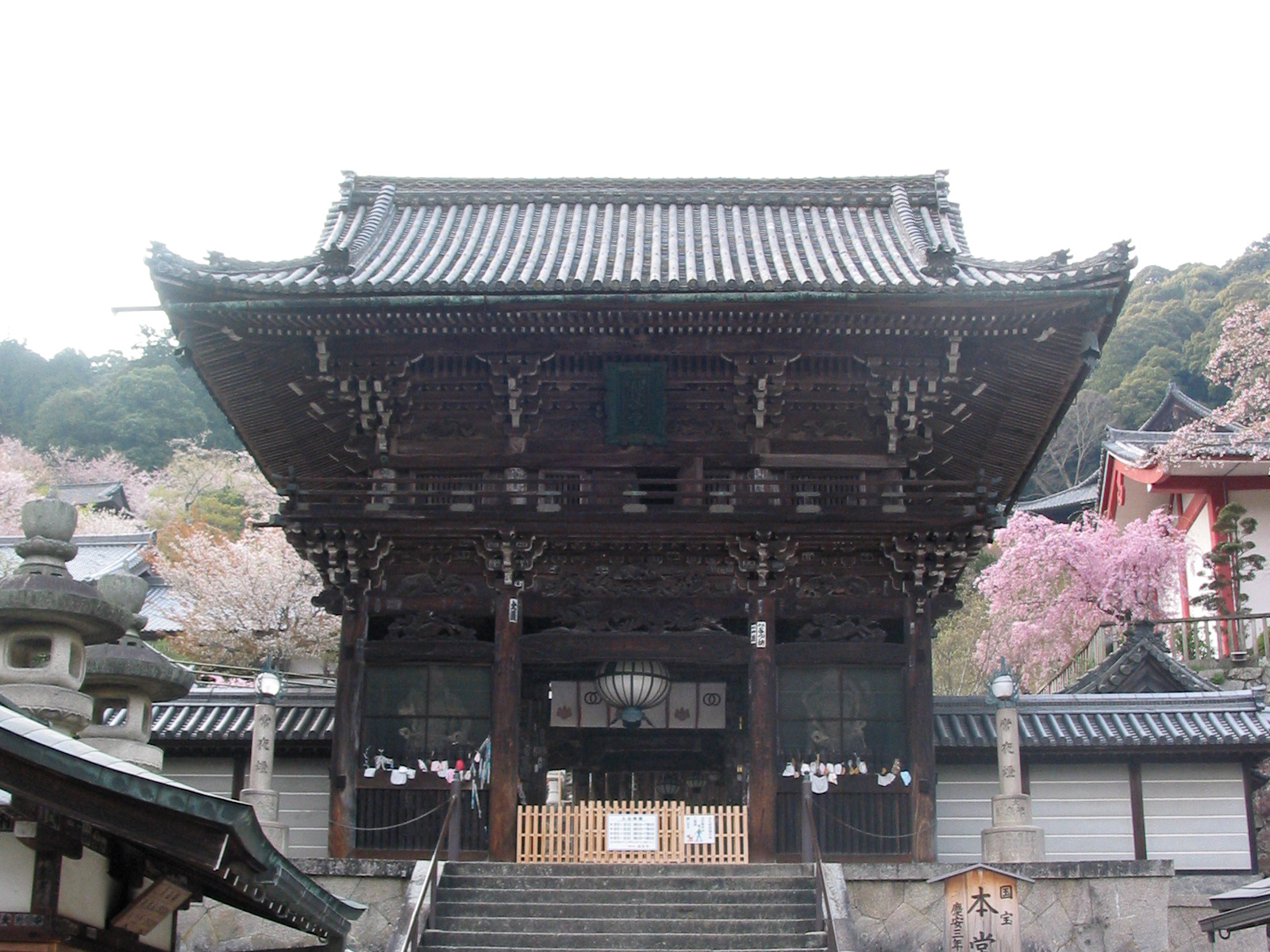
Portal (Niomon) des Tempels zur Zeit der Kirschblüte
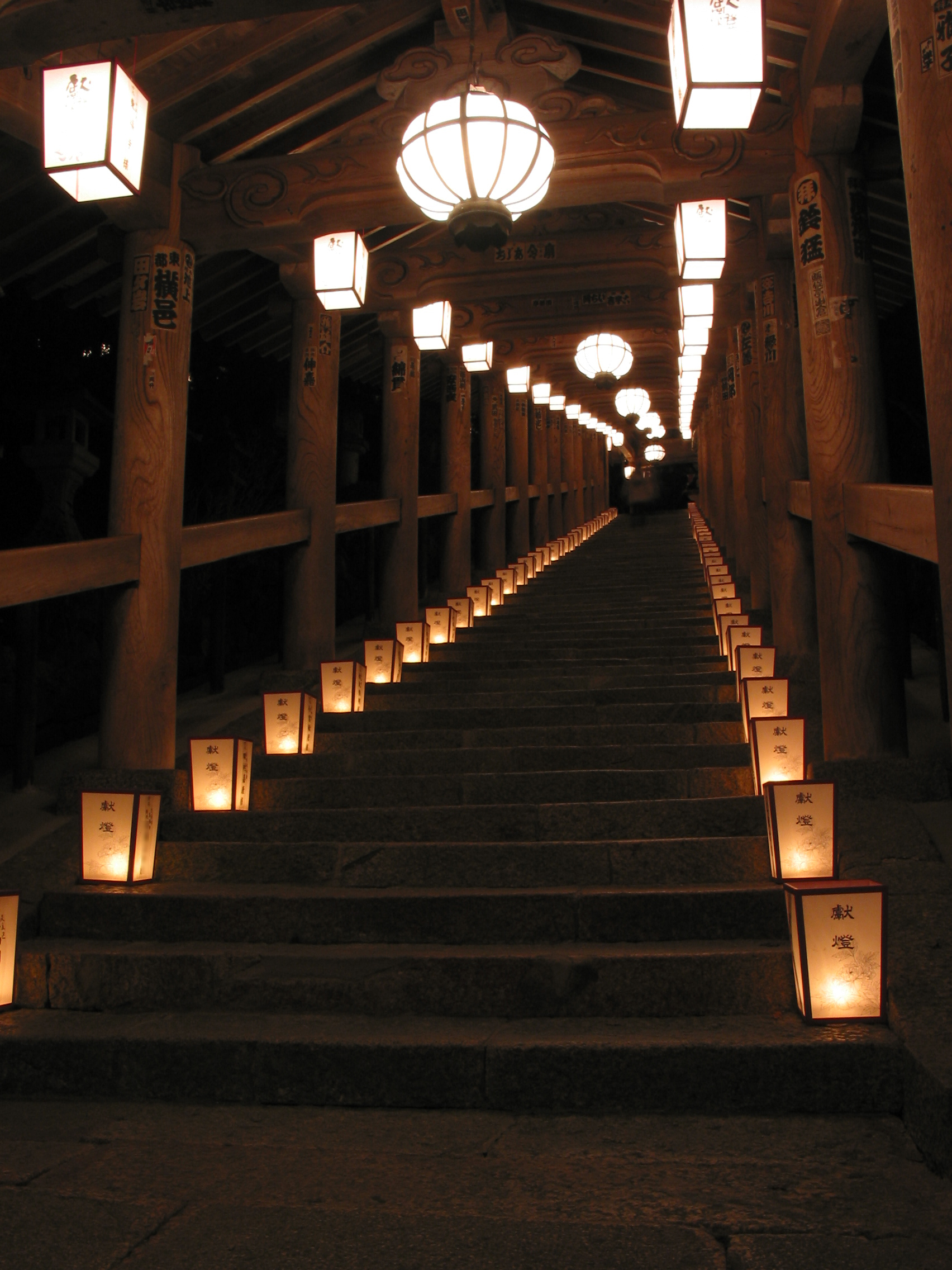
Treppe am Abend des 31. Dezembers
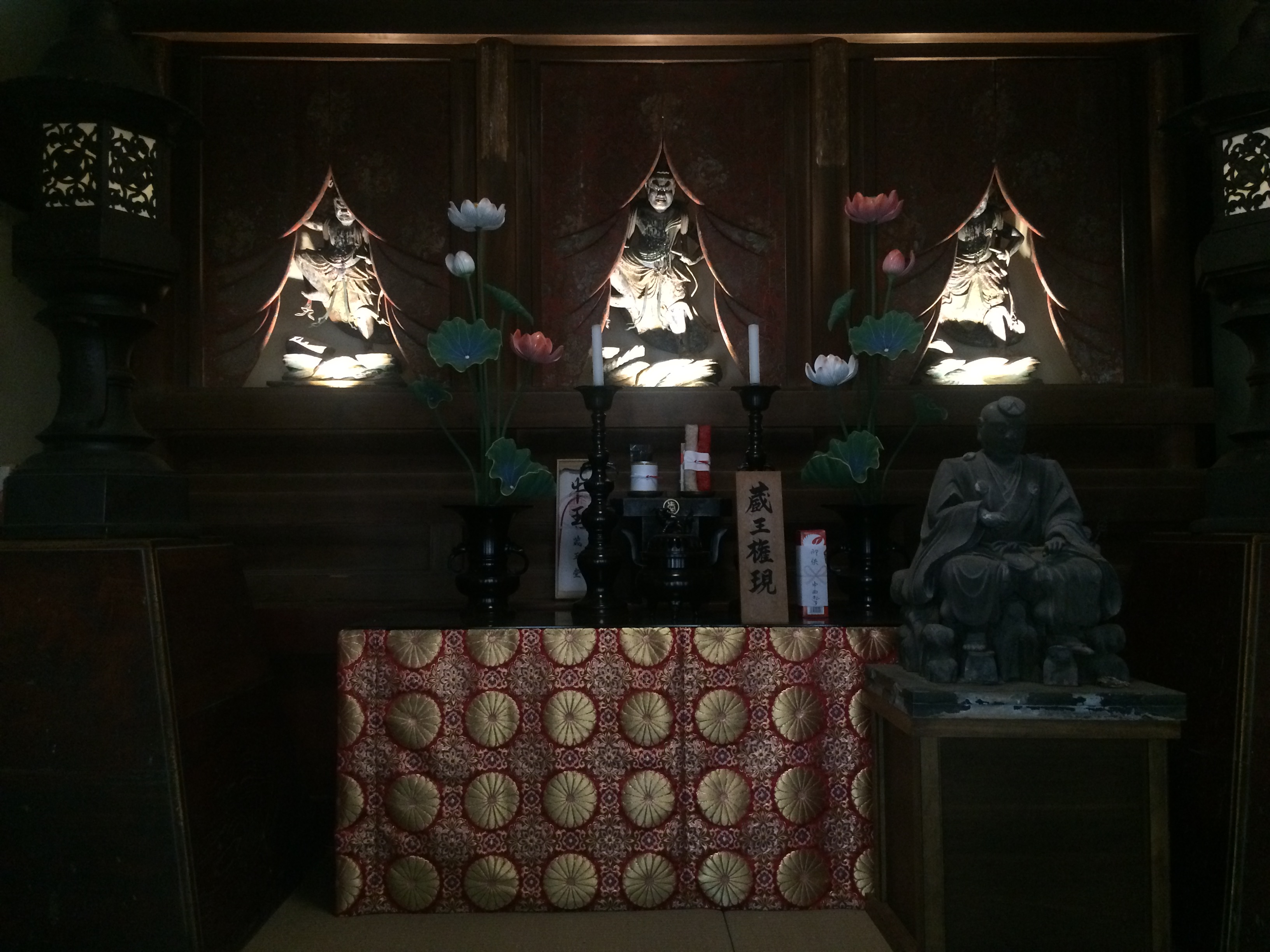
Zaō-Gongen Statuen in der Zaō-Halle
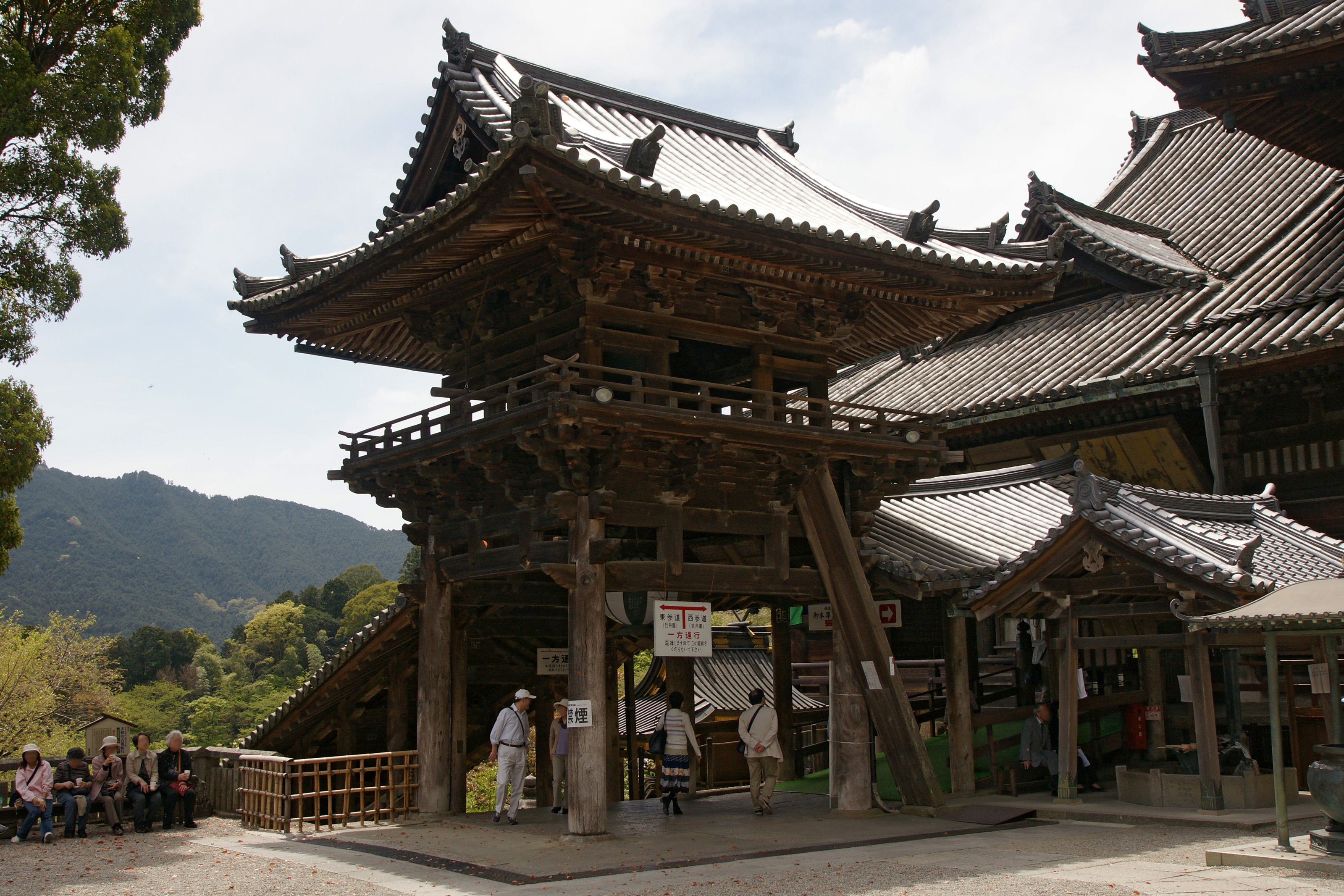
Glockenturm neben der Haupthalle
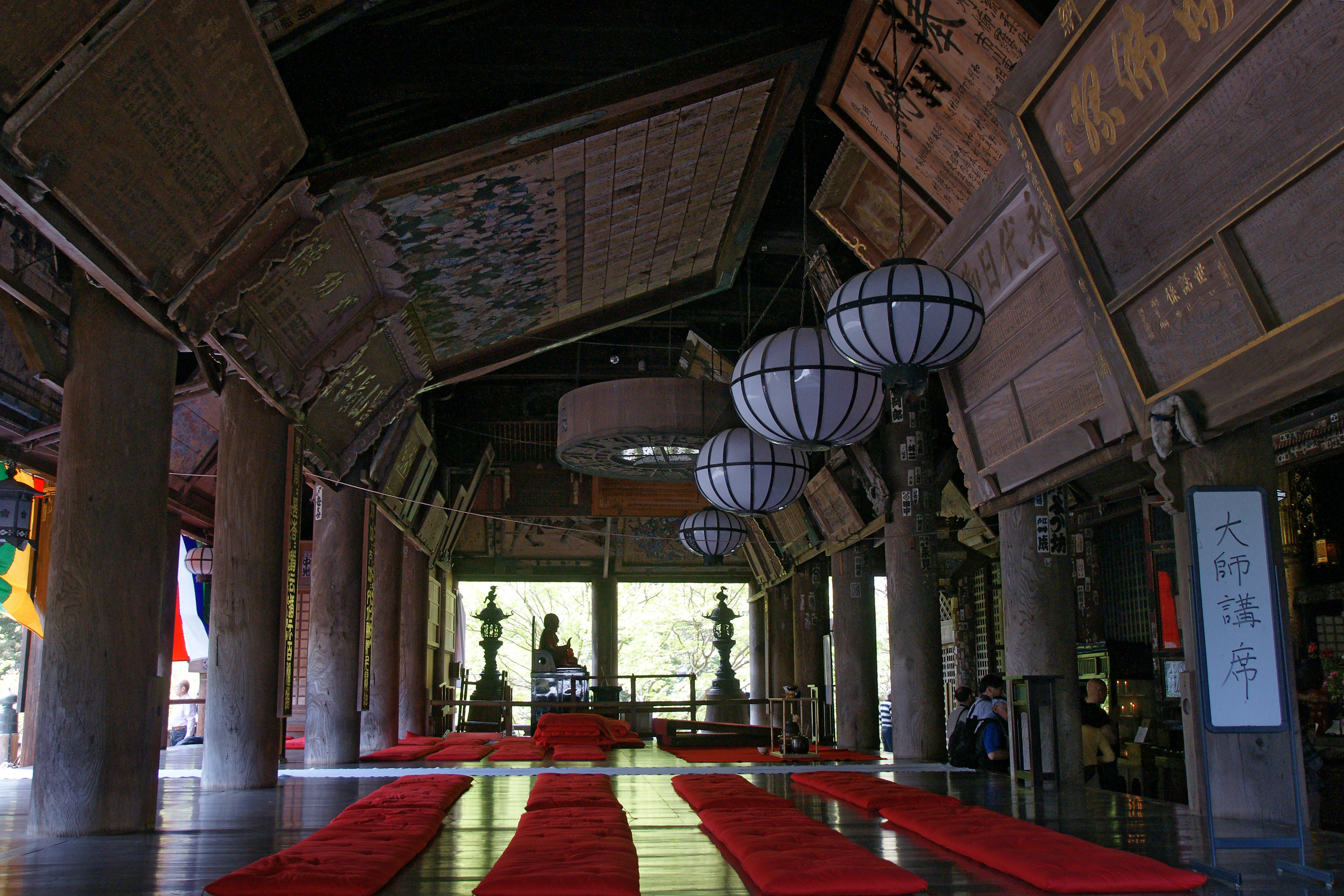
Vorderteil der Haupthalle
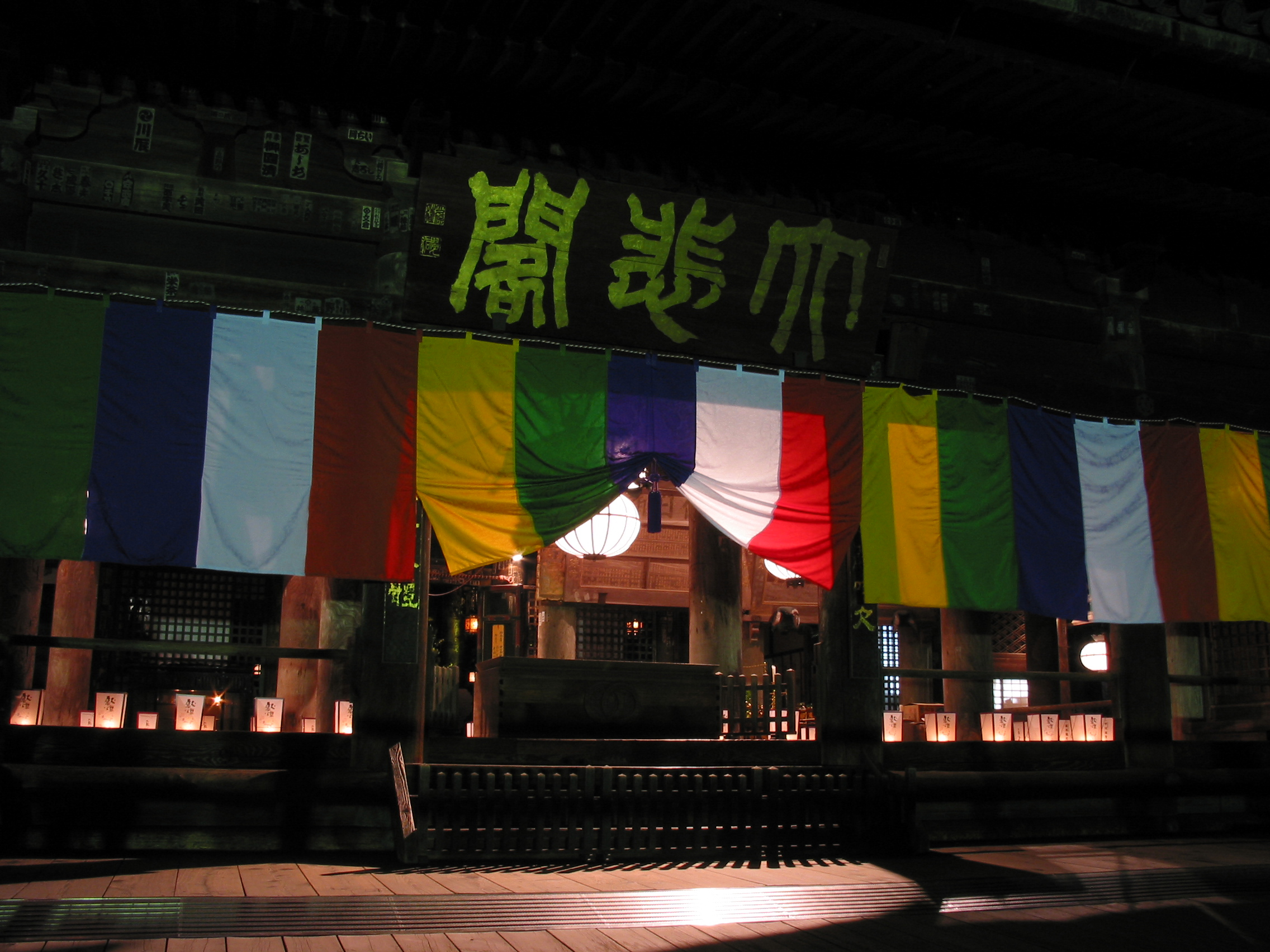
Blick auf die Haupthalle von der Plattform aus
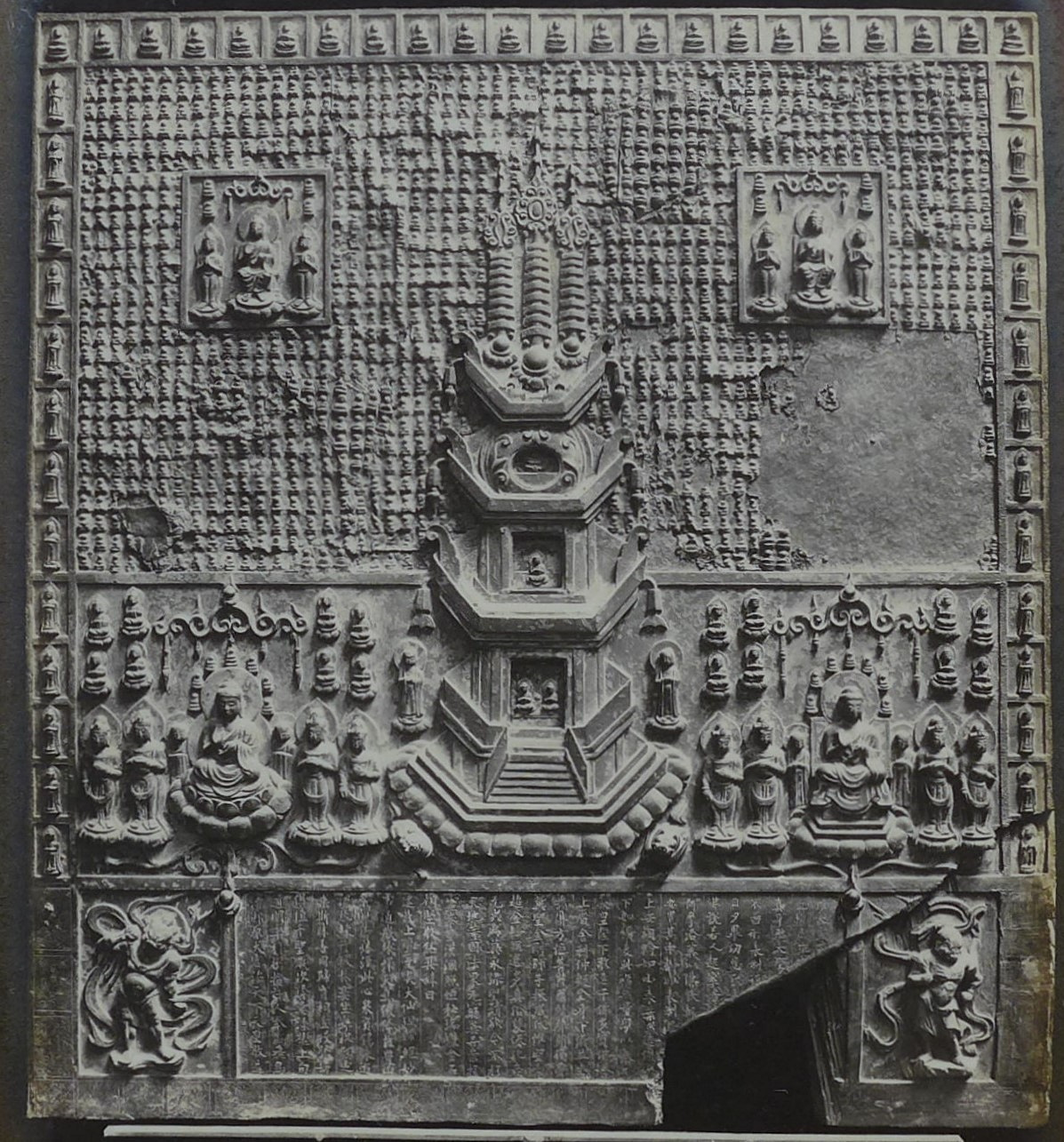
Kupferrelief Dōban Hokke sessō-zu (83,3×74,0 cm)
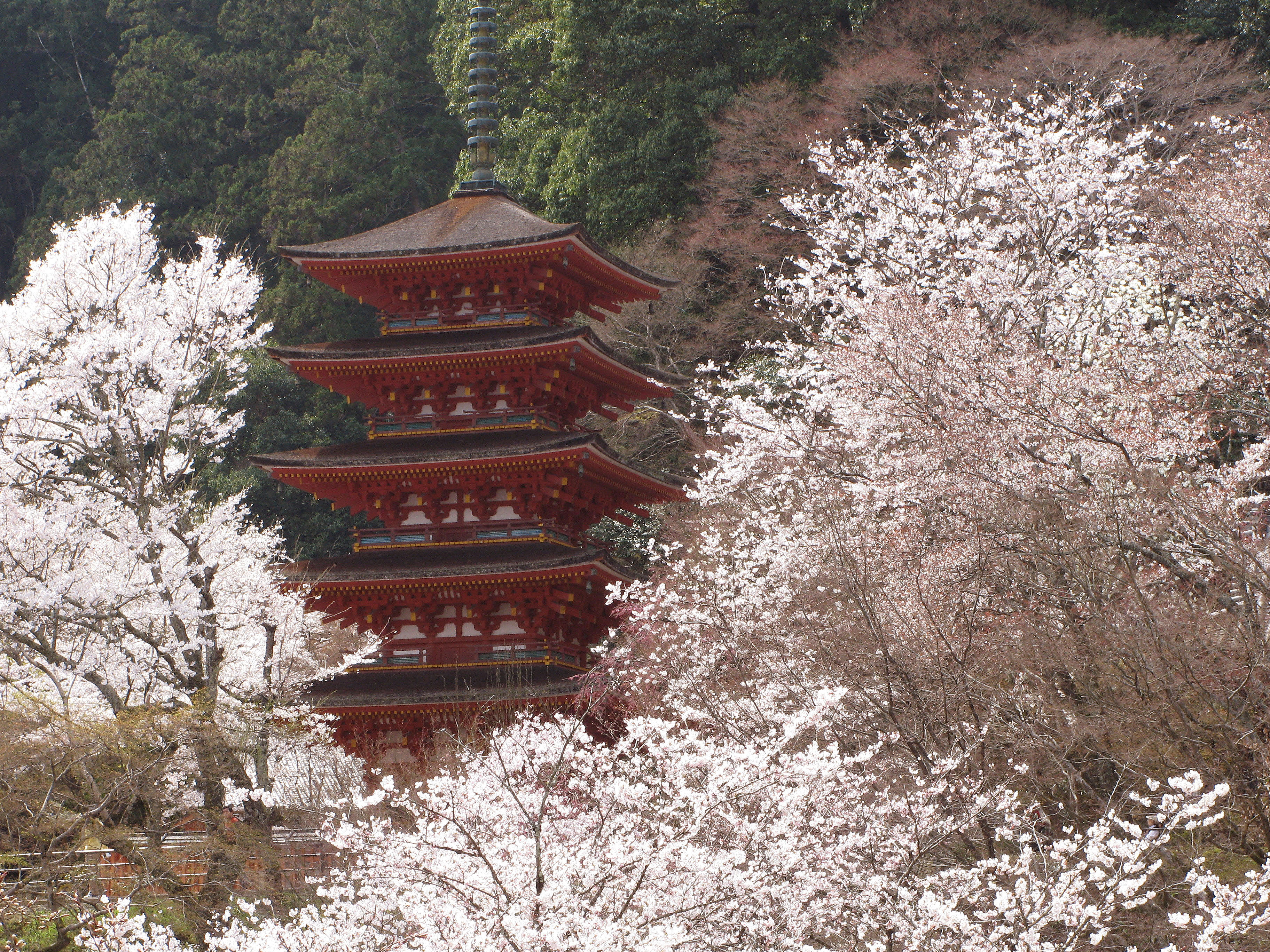
Pagode
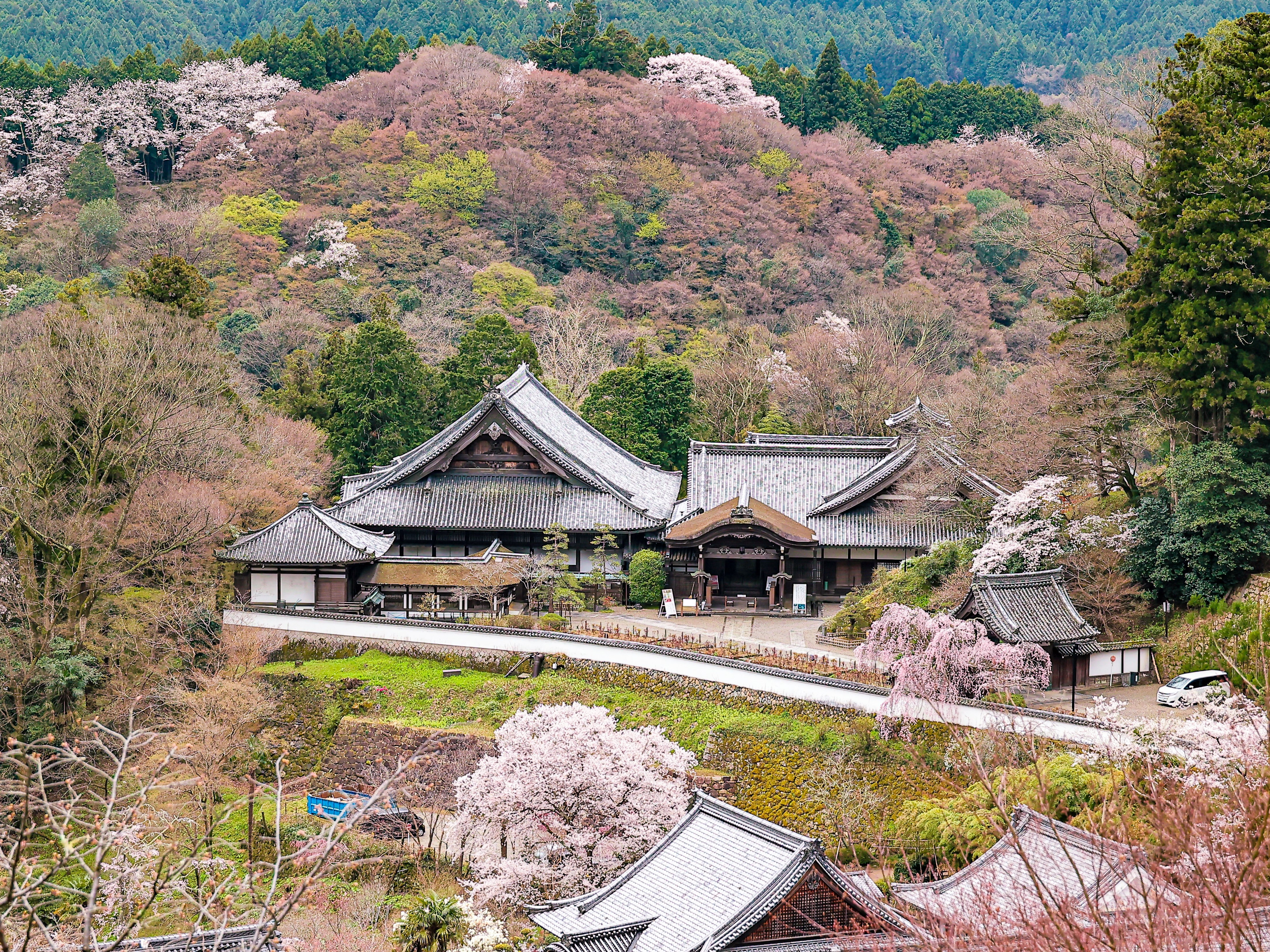
Büro von Hase-dera im Frühjahr

Koordinaten: 34° 32′ 9″ N, 135° 54′ 25″ O